# Love Rainbow
Love Rainbow è un brano musicale del gruppo musicale giapponese Arashi, pubblicato come loro trentaduesimo singolo l'8 settembre 2010. Il brano è incluso nell'album Beautiful World, tredicesimo lavoro del gruppo. Il singolo ha raggiunto la prima posizione della classifica Oricon dei singoli più venduti in Giappone, vendendo 627.221. Il singolo è stato certificato doppio disco di platino. Il brano è stato utilizzato come tema musicale del dorama Natsu no Koi wa Nijiiro ni Kagayaku, con Jun Matsumoto.

## Tracce
CD Singolo JACA-5240
1. Løve Rainbow
2. over
3. Løve Rainbow (Original Karaoke) (Løve Rainbow（オリジナル・カラオケ）)
4. over (Original Karaoke) (over（オリジナル・カラオケ）)

## Classifiche
| Classifica (2010) | Posizione più alta |
| ----------------- | ------------------ |
| Giappone (Oricon) | 1                  |